# Funktionalismus (Philosophie)
Der Funktionalismus ist eine der klassischen Positionen der Philosophie des Geistes. Ihre zentrale These ist, dass mentale Zustände funktionale Zustände sind.

## Grundprinzip
Verbinden sich verschiedene physische Strukturen mit unterschiedlichen Eigenschaften auf molekularer Ebene zu neuen, höher organisierten Systemen, entstehen gleichsam neue Funktionen, die sich aus dem Zusammenwirken der Teile ergeben. So lassen sich etwa chemische Reaktionen auf der untersten Ebene auch als „physikalische Funktionen“ beschreiben. Je komplexer die Strukturen sind, desto schwieriger wird es, sie physikalisch zu beschreiben: So werden chemische, biochemische oder biologische Zusammenhänge in der Regel nur auf der „obersten Ebene“ im Rahmen originär chemischer, biochemischer oder biologischer Mechanismen bzw. in den Theorien des jeweiligen Fachgebietes beschrieben. Dennoch beruhen alle materiellen Zusammenhänge ontologisch fundamental auf physischen Ursachen. So sind beispielsweise die drei Mechanismen der biologischen Evolution erst bei Lebewesen wirksam, obwohl auch sie auf grundlegenden physischen Zusammenhängen beruhen. Trotz der vielfältigen biologischen „Eigengesetzlichkeiten“ entstehen auch hier „nur“ neue physische Strukturen, die den physikalischen Gesetzen unterliegen. So wirken Funktionen höher organisierter Materie, die scheinbar andersartig als rein physikalische Funktionen sind, auf die Materie zurück und verändern sie. Etwaige Verständnisprobleme bei der Rückführung biologischer oder chemischer Vorgänge auf physikalische Mechanismen liegen demnach nicht in der Natur der Sache, sondern in der mangelnden Fähigkeit des Forschers, die Dinge physikalisch zu beschreiben. Auf dieser Grundlage nehmen einige Philosophen an, dass sich auch geistige Vorgänge – die zweifellos in Neurologie und Psychologie gänzlich „unphysikalisch“ beschrieben werden – letztendlich ebenfalls die Folgen physikalischer Funktionen sind, die wir aufgrund ihrer großen Komplexität nicht mehr in physikalischen Begriffen erfassen können.

## Funktionalismus und Funktionale Zustände
Das Kernthema der Philosophie des Geistes ist das Leib-Seele-Problem. Es ergibt sich aus der Frage nach der Natur mentaler Zustände. Lassen sie sich in ein materialistisches Weltbild integrieren oder nur durch einen immateriellen Geist erklären? Der Funktionalismus vertritt die These, dass es sich bei mentalen Zuständen um funktionale Zustände handelt. Da funktionale Zustände von materiellen Systemen realisiert werden können, wird der Funktionalismus allgemein als eine materialistische Position aufgefasst. Dabei gilt es jedoch zu bedenken, dass der Funktionalismus zunächst eine ontologisch neutrale Position einnimmt: Es spricht prinzipiell nichts dagegen, dass auch in immateriellen Systemen – sofern es denn solche gibt – Zustände durch ihre kausale Rolle charakterisiert sind. Der Funktionalismus liefert zunächst keine Information über die Art der Zustände. Nur durch die folgende Zusatzannahme wird die Position zu einer Version des Physikalismus: Alle mentalen Zustände sind durch physische Zustände realisiert, sodass es keine Mentale Verursachung gibt, die dem Geist eine eigene „Wirkungsmacht“ zuschreibt.
Ein funktionaler Zustand innerhalb eines Systems ist durch seine kausale Rolle charakterisiert. Diese kausale Rolle umfasst externe Ereignisse, die Zustände innerhalb des Systems verursachen (Inputs) und Zustände, welche außerhalb des Systems etwas verursachen (Outputs) sowie kausale Beziehungen zu anderen Zuständen derselben Art. Man kann das Konzept eines funktionalen Zustandes anhand von einfachen Beispielen erörtern. Von dem Philosophen Ned Block kommt etwa das Beispiel eines Colaautomaten: Gegeben sei ein Automat, der nach einem Einwurf von einem Euro eine Coladose ausgibt. Dabei akzeptiert er 1-Euro- und 50-Cent-Stücke. Um funktionsfähig zu sein, muss der Automat verschiedene interne Zustände besitzen. Es muss einen Zustand geben, in dem der Automat einen Euro fordert, um eine Dose auszugeben, es muss aber auch einen Zustand geben, in dem der Automat nur noch 50 Cent fordert. Man kann die funktionale Architektur eines solchen Automaten durch folgende einfache Tabelle verdeutlichen:
| Aktueller Zustand | Input | Output     | Neuer Zustand |
| ----------------- | ----- | ---------- | ------------- |
| Z1                | 1     | Cola       | Z1            |
| Z1                | 0.50  | /          | Z2            |
| Z2                | 1     | Cola, 0.50 | Z1            |
| Z2                | 0.50  | Cola       | Z1            |

Der Automat besitzt zwei verschiedene Zustände, die jeweils auf zwei verschiedene Inputs reagieren. Je nach Input bleibt der Automat entweder im gleichen Zustand oder wechselt in den anderen Zustand. Jedes Feld der Tabelle steht für ein Verhaltensgesetz des Automatensystems. Das Entscheidende an einer solchen funktionalen Charakterisierung eines Systems ist nun, dass sie unabhängig von der konkreten physischen Realisierung des Systems ist: Es ist etwa vollkommen irrelevant, ob der Automat aus Kunststoff oder Stahl gebaut ist.
Die These des Funktionalismus ist nun, dass auch mentale Zustände in einer solchen Weise funktionieren. Der mentale Zustand, z. B. davon überzeugt zu sein, dass heute Montag ist, wird durch externe Ereignisse (Inputs), wie z. B. das Ansehen eines Kalenders, verursacht. Basierend auf diesem mentalen Zustand bewirkt die Person bestimmte Ereignisse (Outputs), wie z. B. zur Arbeit zu fahren. Weiterhin weist die Überzeugung, dass heute Montag ist, kausale Beziehungen zu anderen mentalen Zuständen auf, wie z. B., dass die Person den Wunsch hat, pünktlich zur Arbeit zu kommen. Dabei ist allen Funktionalisten klar, dass die Beschreibung des mentalen Innenlebens ungleich komplexer sein muss als die Beschreibung eines Colaautomaten. Das Entscheidende an dieser These ist nun, dass mit ihr auch das Verfügen über mentale Zustände unabhängig von der physischen Realisierung ist. So könnte ein Computer oder Roboter mentale Zustände haben, wenn er nur die gleichen funktionalen Zustände realisiert wie ein Lebewesen mit Bewusstsein.

## Die Entwicklung des Funktionalismus
Die Entwicklung des Funktionalismus hängt eng mit den Problemen der Identitätstheorie und der Entstehung der Kognitionswissenschaft zusammen. Die Identitätstheorie war in den 50er Jahren von John Smart und Ullin Place formuliert worden. Sie besagt, dass ein mentaler Zustand – etwa Kopfschmerzen – mit einem bestimmten neuronalen Zustand identisch sei.
Gegen diese Theorie wurde jedoch eingewandt, es sei empirisch plausibel, dass verschiedene Wesen in der gleichen mentalen Verfassung sein können, auch wenn sie sich in verschiedenen neuronalen Zuständen befinden. Es ist zum Beispiel anzunehmen, dass Menschen und Katzen Kopfschmerzen haben können. Die Gehirne sind jedoch so verschieden, dass es unplausibel ist, dass sie dabei im gleichen neuronalen Zustand sind. Man spricht hier in der Philosophie von multipler Realisierung. Dementsprechend ist die Annahme, dass jeder mentale Zustand mit einem neurophysiologischen Zustand identisch ist, unwahrscheinlich.

Ein-Band-Turingmaschine

Hinzu kam, dass in den fünfziger und sechziger Jahren die Künstliche Intelligenz (KI) und die Kognitionswissenschaft entstanden. Die Identitätstheorie schien es jedoch von vornherein auszuschließen, dass ein Roboter jemals Bewusstsein haben könnte, da er keine neuronalen Zustände hat.
In dieser Situation erschien der erstmals 1960 von Hilary Putnam formulierte Funktionalismus eine eindeutige Verbesserung zu sein, da er funktionale Zustände als unabhängig von ihrer konkreten Realisierung beschreibt. Dieser Funktionalismus hat also kein Problem mit der multiplen Realisierung. Auch schließt er nicht aus, dass Systeme ohne biologische Gehirne mentale Zustände haben können. Selbst eine Turingmaschine kann theoretisch jeden beliebigen funktionalen Zustand realisieren. Diese Vorteile führten dazu, dass der Funktionalismus zur gängigen Philosophie der Künstlichen Intelligenz und der Kognitionswissenschaft wurde. Aufgrund der Probleme des Funktionalismus wird dieser Status mittlerweile wieder infrage gestellt.

## Einwände gegen den Funktionalismus
Trotz seiner Popularität ist der Funktionalismus mit gewichtigen Einwänden konfrontiert.

### Seltsame Realisierungen
Einer der klassischen Einwände gegen den Funktionalismus kommt von dem Philosophen Ned Block. Block macht sich die Tatsache zu Nutzen, dass funktionale Zustände in verschiedenen Systemen realisiert werden können. Mittels eines Gedankenexperiments fordert Block seine Leser dazu auf, sich eine Situation vorzustellen, in der ein System die gleiche funktionale Architektur hat wie ein bewusster Mensch, aber dennoch kein Bewusstsein. Wenn ein solches System existieren könnte, dann können funktionale Zustände nicht mit mentalen Zuständen identisch sein.
In dem Artikel „Troubles with Functionalism“ entwirft Block ein Szenario, in dem die chinesische Regierung davon überzeugt wird, ein groß angelegtes Funktionalismusexperiment durchzuführen. Jeder der 1,3 Milliarden Chinesen bekommt ein Funkgerät, mit dem er andere Chinesen kontaktieren kann. Koordiniert wird das Ganze über riesige Scheinwerfer, die Kommandos an die Wolkendecke projizieren. Ein solches System aus Menschen, Funkgeräten und Scheinwerfern bekannt, könnte, so Block, zumindest für eine kurze Zeit jeden funktionalen Zustand realisieren, den auch ein Mensch realisieren kann. Dennoch wäre es laut Block vollkommen absurd anzunehmen, dass ein solches System mentale Zustände hätte. Daher können funktionale Zustände und mentale Zustände nicht identisch sein. Blocks Einwand ist als der Einwand der „seltsamen Realisierungen“ bekannt geworden.

### Qualia

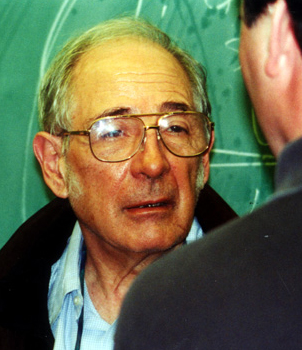
John Searle – einer der einflussreichsten Kritiker des Funktionalismus (Berkeley 2002)

Der Funktionalismus hat zudem mit einem Problem zu kämpfen, das selbst von vielen Befürwortern – etwa von Jerry Fodor – für ungelöst gehalten wird. Wenn alle mentalen Zustände funktionale Zustände sind, so müssen auch Erlebnisse, wie etwa Schmerzen, funktionale Zustände sein. Nun ist es zweifellos plausibel, dass auch etwa Schmerzen funktional zu beschreiben sind: Wer Schmerzen hat, wird in der Regel zu einem bestimmten Verhalten neigen – z. B. im Bett liegen, aber nicht tanzen – und auch bestimmte andere mentale Zustände haben – etwa Trauer, aber nicht Euphorie.
Die entscheidende Frage ist aber, ob mit der funktionalen Beschreibung das Phänomen Schmerz schon vollständig erfasst ist. Und hier ergeben sich ernsthafte Zweifel: Sicherlich, die funktionale Charakterisierung ist ein wichtiger Teil des Schmerzes, doch ein anderes Element scheint viel wichtiger: Das Schmerzerleben. Die Tatsache jedoch, dass wir Schmerzen erleben – also Schmerzqualia haben –, scheint durch die funktionale Beschreibung in keiner Weise berücksichtigt zu werden. Der Vorwurf an den Funktionalismus ist daher, dass er nicht die Qualia bzw. Erlebnisgehalte der mentalen Zustände erklären könne. Es sei daher unklar, ob eine bestimmte funktionale Architektur hinreichend für Erleben sei. Daher erscheint es unplausibel, mentale Zustände mit funktionalen Zuständen gleichzusetzen. Zur Verdeutlichung denke man an einen Computer, der die gleiche funktionale Struktur hat wie ein Mensch mit schweren Schmerzen. Erlebt der Computer auch tatsächlich Schmerzen?
Zur weiteren Verdeutlichung dient das Argument der vertauschten Qualia, welches sich folgender Vorstellung bedient: Es gibt eine Person, welche aufgrund einer angeborenen Farbanomalie rote Dinge wie Kirschen und Feuerwehrautos mit einem Grün- und nicht mit einem Roteindruck verbindet sowie umgekehrt, dass Brokkoli und Laubfrösche bei dieser Person nicht einen Grün- sondern einen Roteindruck hervorrufen. Diese vertauschte Farbwahrnehmung besteht seit der Geburt, weswegen die Person gelernt hat die Empfindungen, welche z. B. durch das Betrachten einer Kirsche ausgelöst werden, mit dem Wort rot zu bezeichnen, während z. B. ein Laubfrosch mit dem Wort grün verbunden ist. Die Empfindungen, die bei der Person mit der beschriebenen Farbanomalie mit einem Grünausdruck verknüpft sind, haben dieselbe kausale Rolle wie Empfindungen, die bei einem Menschen ohne Farbanomalie mit einem Roteindruck assoziiert sind (dies gilt auch umgekehrt). Das ist der Fall, weil sie durch dieselben Dinge (z. B. Kirschen, Feuerwehrautos, Rosen) bewirkt werden; ebenso verursachen sie dieselben Verbalreaktionen (z. B. Eine Kirsche ist rot). Dem Funktionalismus zufolge ist eine Rotempfindung der mentale Zustand, welcher durch Kirschen, Feuerwehrautos und Rosen verursacht wird und z. B. eine entsprechende Verbalreaktion hervorruft. Demnach wird die Grünempfindung der Person mit Farbanomalie nicht als Grün-, sondern als Rotempfindung kategorisiert. Dies gilt unabhängig davon, welcher Farbeindruck eigentlich damit verbunden ist, da die Zustände allein durch ihre kausale Rolle charakterisiert sind. Entscheidend für die Vertreter des Arguments ist allerdings, dass nicht die kausale Rolle charakteristisch für mentale Zustände sein kann, sondern die Art und Weise, wie sich etwas anfühlt.
Daniel Dennett beansprucht mittlerweile, das Qualia-Problem gelöst zu haben.
Patrick Spät – ein Vertreter des Panpsychismus – hält die funktionalistische Begründung hingegen für unvollständig: Sie kann zwar die Übertragung physischer Reize auf artspezifische Verhaltensweisen erklären, doch diese könnten genauso gut nichtbewusst ablaufen wie bei einem Computer. Der von einem Lebewesen erlebte „Bewusstseinsstrom“, dessen Erhaltung bei uns Menschen 20 % der Körperenergie beansprucht, obwohl das Gehirn höchstens 3 % des Körpergewichtes ausmacht, wird damit nicht erklärt. Spät fragt, warum es bewusste Vorgänge gibt (die auch unbewusst ablaufen könnten) und wo der evolutionäre Vorteil liegt, der diesen großen Energieaufwand rechtfertigt.

### Externalismus
Hilary Putnam, der selbst einer der Begründer des Funktionalismus war, gilt mittlerweile als einer der einflussreichsten Kritiker dieser Position. Seine bekanntesten gegen den Funktionalismus gerichteten Argumente stehen im Zusammenhang mit dem externalistischen Slogan: „Gedanken sind nicht im Kopf“. Putnam versucht zu zeigen, dass ein Gedanke kein interner Zustand ist, sondern von der Gemeinschaft und Umwelt mitkonstituiert wird. Da aber funktionale Zustände interne Zustände sind, sei eine Identifikation von mentalen und funktionalen Zuständen nicht möglich. Putnam bietet zwei Argumente an:
1) Ulmen und Buchen: Putnam erklärt, dass er über Ulmen und Buchen jeweils nur wisse, dass sie Bäume seien. Das bedeute, dass die interne funktionale Struktur dieser Gedanken die gleiche sein könne. Dennoch sind die Gedanken „Die Ulme ist ein Baum“ und „Die Buche ist ein Baum“ verschieden, weil sie sich auf Verschiedenes beziehen. Wenn aber Gedanken verschieden sein können, obwohl die funktionale Struktur die gleiche ist, dann können Gedanken und funktionale Zustände nicht identisch sein.
2) Zwillingserde: Putnams zweites Argument basiert auf einem Gedankenexperiment: Es wird ein Szenario entwickelt, in dem es einen Planeten gibt, der unserer Welt bis ins Detail gleicht. Es gibt nur einen Unterschied: Was bei uns H2O ist, ist auf der Zwillingserde eine Substanz XYZ, die jedoch die gleichen Makroeigenschaften hat wie Wasser. Sie ist also flüssig, durchsichtig, geruchlos etc. Nun hat eine Person A auf der Erde die gleiche funktionale Struktur wie sein Zwilling B auf der Zwillingserde. Dennoch haben sie einige verschiedene Gedanken: A bezieht sich mit dem Gedanken „Wasser ist flüssig“ auf die Substanz H2O, B mit dem gleichen Gedanken auf XYZ. Das Ergebnis: Da Personen mit gleicher funktionaler Organisation unterschiedliche Gedanken haben können, sind Gedanken nicht mit funktionalen Zuständen identisch.

## Varianten des Funktionalismus

Die Theorie von David Lewis ist mit der These vereinbar, dass mentale Zustände mit Gehirnzuständen identisch sind.

Es gibt zahlreiche Varianten des Funktionalismus. Zwei populäre Strömungen beziehen sich auf die unterschiedliche Analyse mentaler Zustandsbegriffe: Der Common-Sense-Funktionalismus und der Psychofunktionalismus. Sie unterscheiden sich dahingehend, durch welche konkrete Theorie mentale Zustände bzw. die kausalen Rollen mentaler Zustände ausgedrückt werden. Im Common-Sense-Funktionalismus werden die kausalen Rollen mentaler Zustände alltagspsychologisch ausgedrückt. Beim Psychofunktionalismus bedient man sich der wissenschaftlichen Psychologie, also psychologischer Forschung, die auch empirische Untersuchungen und Experimente umfasst.
Der Common-Sense-Funktionalismus ist von David Lewis mit Elementen der Identitätstheorie verbunden worden: Während die alltagspsychologischen Begriffe allein funktional charakterisiert seien, seien die mentalen Zustände eines Individuums wiederum mit ihren neuronalen Zuständen (NCC) identisch und könnten auf sie reduziert werden.